# 保义军
保义军，方镇名。
1. 唐德宗建中四年（783年）以兴凤陇节度使号为保义军，治凤州（今陕西省凤县）。
2. 唐宪宗元和元年（806年），升陇右经略使为保义军节度使，不久罢复旧名。
3. 唐昭宗龙纪元年（889年）以陕虢节度使号为保义军，治陕州（今河南省三门峡市）。五代后梁改为镇国军，原镇国军改为感化军。后唐复名保义军。北宋初又改名保平军。
4. 五代梁开平二年（908年）改昭义军置。治邢州（即今河北邢台市）。唐同光元年（923年）改名安国军。